# Église Saint-Ouen de Rocques
Pour les articles homonymes, voir Église Saint-Ouen.
L'église Saint-Ouen de Rocques est une église classée monument historique en 1946, située sur la commune de Rocques au carrefour des routes Lisieux - Fauguernon et Hermival-les-Vaux - Ouilly-le-Vicomte.
Entourée de son vieux cimetière sur lequel s'étendent les deux bras d'une antique croix de pierre, elle est solidement campée sur ses assises. Une tour massive et carrée du XIIIe siècle, surmontée d'un petit clocher, couvert en ardoisée, du XVIe siècle, forme comme l'avant-corps de la nef.
Lors de la libération (22-24 août 1944), une partie de l'église a été endommagée (vitraux, porches et contre-fort droit du transept droit). Elle a été restaurée en 1948-49 par les soins de la reconstruction et des beaux-arts.

## Les porches

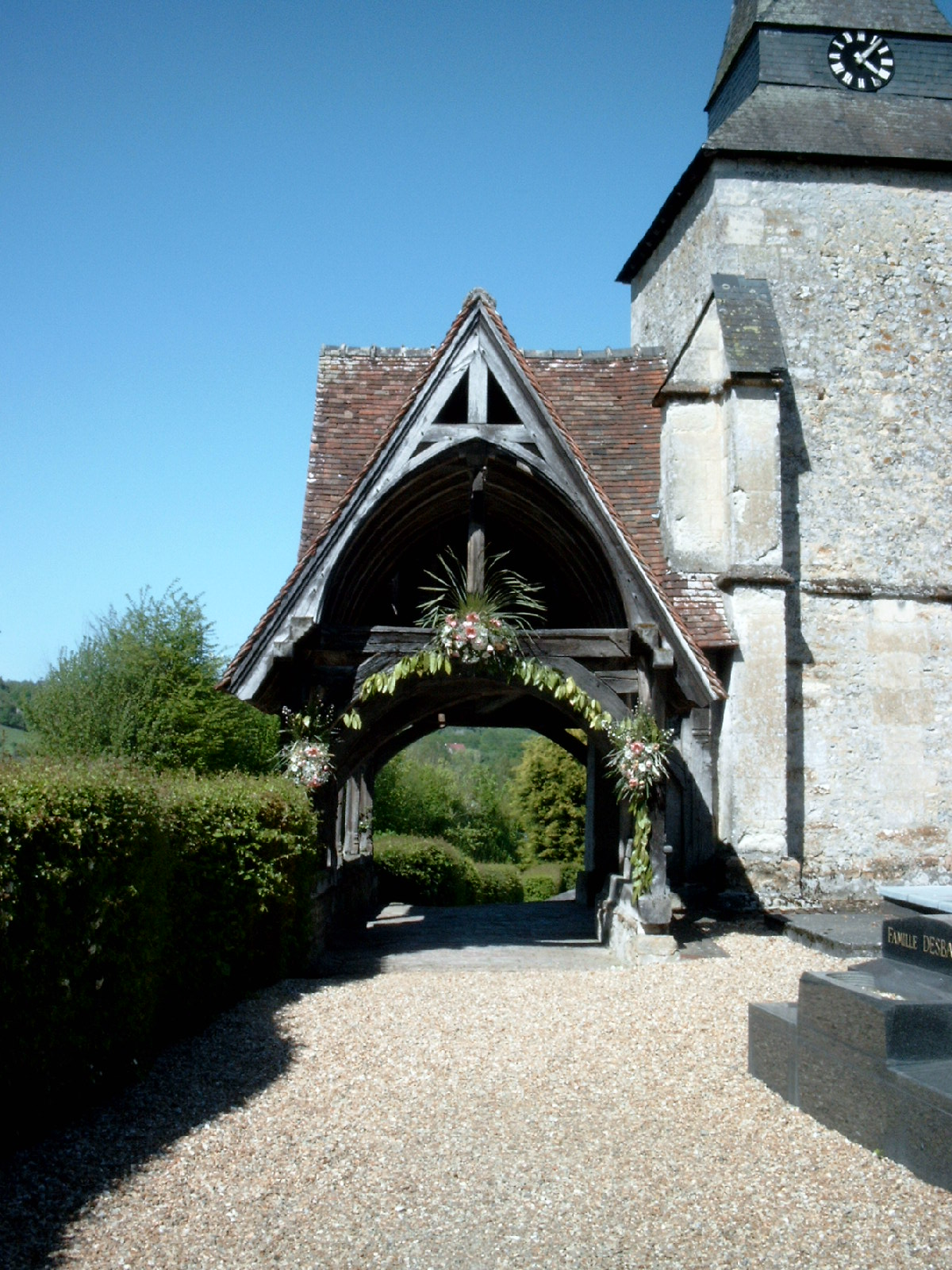
Le porche à deux parties de l'église

Deux porches en bois, juxtaposés d'une façon tout à fait singulière, constituent la partie la plus originale de l'édifice. Ils précèdent la porte principale.
- Le premier, et aussi le moins orné, semble empiéter sur le cimetière ; des poutres coupées indiquent vraisemblablement qu'il fut diminué.
- Le deuxième, celui qui adhère au portail même de l'église, a des poutres sculptées de délicates torsades.

Deux des pieds droits portent un écusson où il est possible de reconnaître les armes du cardinal Le Veneur : d'argent à la bande d'azur chargées de trois croisettes d'or. Ce porche a donc été construit pendant l'épiscopat du cardinal Le Veneur, évêque de Lisieux, c'est-à-dire entre 1505 et 1539.
On remarque aussi, au milieu du galbe, une énorme salamandre qui nous confirme bien la construction au temps de François Ier, la salamandre étant l'insigne de ce roi.
Le pavage du chœur avec ses briques rouges à six côtés attire l'œil des connaisseurs, tout comme les torchères.

## L’intérieur
- Le plan : L’église est construite en forme de croix latine, aux bras sensiblement égaux : chœur, nef très courte et deux chapelles formant transept.
- Les murs : Ceux du chœur et le mur nord de la nef sont de la même époque que la tour c'est-à-dire du XIIIe siècle.
- Les autels : Le retable du chœur, placé en 1854, remplace un autre autel construit au XVIIIe siècle par la Confrérie de la Charité. Cet autel était alors surmonté par le grand tableau de l'Assomption qui se trouve actuellement an fond de la nef et dont nous parlerons plus bas.

Les autels du transept, dédiés l'un à la Très Sainte Vierge et l'autre à saint Roch, sont du XVIIIe siècle ; la statue blanche de la Vierge fut offerte en 1863. Quant à l'autel peint, en chêne (sous le vitrail de la crèche), et à la statue de N.D. de la Salette, ils furent donnés en 1867.
- Les statues : saint Pierre et saint Ouen à droite du maître—autel, ainsi que la Vierge à gauche et saint Jean à droite (entrée du chœur), sont en bois.
- L'ameublement du sanctuaire et la table de Communion sont dus au talent d'un artisan de Lisieux, constructeur de l'Oratoire.
- Autres curiosités : Sous le clocher, scellée dans le mur, une table de pierre portant le texte d'une fondation pieuse faite en 1664 par un curé de Rocques, nommé Marin Polliniez.
- les fenêtres : Les deux grandes et belles baies flamboyantes des croisillons sont de style ogival. Les fenêtres de la nef datent de la Renaissance (XVIe siècle). Quant à celles du chœur, elles sont modernes.
- À remarquer également le mode original de fermeture de la grande porte : poutre qui pivote et va s'encastrer dans les deux murs.

Le pavage du chœur avec ses briques rouges à six côtés attire l'œil des connaisseurs, tout comme les torchères.

## Les vitraux
Ils sont l'œuvre de N. Gaudin, peintre-verrier de Paris (auteur des vitraux et des mosaïques de la basilique Sainte-Thérèse de Lisieux). Ils furent bénits le 22 mai 1949, par Mgr Fallaize.
Voici leur description succincte :
1 Grandes Verrières
- Côté Chaire : La Crêche, avec dans les ajours : étoile miraculeuse, offrandes des bergers et des Mages (fruits, jarre de lait, encens, coffret, etc.).
- Côté confessionnal : Les Saints patrons de l'église et de la Charité avec, dans les ajours ce qui se rapporte à leur vie.

Saint Ouen  archevêque de Rouen (croix archiépiscopale, crosse, colombe avec rameau d'olivier dans le bec. Il fit le voyage de Cologne pour négocier la paix entre l'Austrasie et la Neustrie).
Saint Roch (bâton et coquille de pèlerin, chien portant dans sa gueule un petit pain -allusion à cette période de sa vie où, atteint de la peste, il était ravitaillé chaque jour par un chien dans le petit bois où il vivait).
Saint Barthélemy (glaive et pierres coupantes, indiquent son genre de mort : il fut écorché vif).
2. Petits Vitraux - Ils représentent les symboles des sacrements.
- Le baptême : eau coulant d'une coquille Saint-Jacques

"Je te baptise au nom du Père, du Fils et du Saint Esprit".
- L'onction des malades : du baume, plante qui entre dans la composition de l'huile des infirmes, pousse autour d'une croix "Rendez-lui la santé du corps et de l’âme".
- La confirmation : une colombe "Recevez le Saint Esprit".
- l'eucharistie : épis de blé et grappe de raisin "ceci est mon corps, ceci est mon sang",
- l'ordre : calice et étole "Tu es prêtre pour l'éternité".
- le mariage : deux anneaux entrelacés "Que l'homme ne sépare pas ce que Dieu a uni".
- la pénitence : deux clefs croisées (pouvoir du pardon) "Je t'absous au nom du Père, du Fils et du Saint Esprit".

Le dernier vitrail est destiné à perpétuer le souvenir des douze enfants de Rocques morts pour la France "Bienheureux ceux qui ont souffert pour la justice".

## Les cloches
Autrefois, le clocher devait abriter deux cloches comme en témoigne l'état des pièces de bois du beffroi. Mais depuis bien longtemps il n'en contenait plus qu'une, fêlée. Elle avait été fondue à Lisieux, par La Villette en 1767, et bénite (sous le nom de Saint Ouen) par Messire Jacques Marie de Caritat de Condorcet, assisté de M.F. Hébert, curé de Saint Léonard d'Honfleur et ancien curé de Rocques - Messires Jean Rebut et Jean Bunel étaient alors curé et vicaire de la paroisse.
En 1946, quatre jeunes sœurs lui succédèrent. L'aînée « Marie-Denise » (215 kg - do), « ondoyée » par M. l'archiprêtre de Lisieux le 24 février, sonna pour la première fois le lendemain vers 17 heures, pour l'arrivée de N.D. de Boulogne qui devait passer 19 heures dans notre petite église. C'est le 26 mai suivant que Mgr Picaud procéda au baptême des quatre cloches.
Voici ce qu'on peut lire sur le bronze de cette cloche : « Je remplace ma sœur aînée Saint Ouen, bénite en 1767. Fondue du même métal, j'ai été baptisée le 26 mai 1946 par Mgr Picaud, évêque de Bayeux et Lisieux, assisté de M. Brault, vicaire général, K. l’abbé Houssaye, aumônier des sœurs oblates de Sainte-Thérèse, étant desservant de Rocques et K. Dayes, maire. J'ai été nommée Marie Denise, par Melle Piquot et M. Désiré Baeyaert, de cette paroisse. Avec mes trois jeunes sœurs, je loue Dieu, je convoque le peuple fidèle, je chante les joies chrétiennes. Je pleura les défuntes. Heureux ceux qui répondent à notre voix. »
Les trois autres cloches portent les noms suivants :
- Philippe - Antoinette (125 kg - fa)
- Cécile - Maud (89 kg - sol)
- Marie-Thérèse - Marie-Madeleine (67 kg - la)

Depuis 1963, la grosse cloche est électrifiée (volée), ainsi que la 2e et la 4e (tintement). Le glas et l'angélus sont automatiques : ce dernier est commandé par une horloge électrique, située à la sacristie et qui elle-même actionne les aiguilles du cadran extérieur du clocher. Cette électrification est due au maire de Rocques : M. Guy-René Michel, ainsi que l'illumination du porche et de l'église réalisée en 1976.

## la Charité de Rocques
La Confrérie de la Charité de Rocques remonte à 1503 : elle était érigée sous les patronages de saint Barthélémy, saint Ouen et saint Roch. Elle était importante et riche, elle possédait un petit trésor, aujourd'hui disparu en grande partie : 18 jetons d'assistance en argent ; une paix en argent massif, dans le style de la Renaissance ; 12 torchères en bois sculpté qui datent de la fin du règne de Louis XIII (1640) et qui se recommandent par leur composition et leur construction vraiment artistiques. Le curieux tableau de l'Assomption dont nous avons parlé plus haut, fut restauré par les soins de la confrérie, ainsi qu'on peut le lire : "Ce tableau a esté faict faire des deniers de la Charité de céans 1639". Ce cadre est orné aux angles de légers rinceaux dorés, très habilement exécutés. Une nouvelle restauration fut faite en 1943.
Il existe également dans les archives paroissiales, un ancien Matrologe, fort bien conservé, orné de superbes enluminures et fermant à clef ; ce gros volume de parchemins reliés contient les noms des Frères Servants de la Charité de Rocques, de 1616 à 1758.

## Le calvaire
Il se trouve à 300 mètres de l'église, à un petit carrefour, sur la route de Faugueron (descendre le long de l'église).
Il fut érigé vers 1871 et restauré en 1922, en la fête de N.D. des Sept Douleurs, alors que M. l’abbé Julienne, curé d'Hermival, desservait Rocques. Il fut remis une seconde fois en état, et doté d'un escalier en ciment armé en 1950, à l'occasion de la Communion solennelle le 11 juin. Il fut restauré une troisième fois le 16 octobre 1955, H- l'Abbé Cantrel, curé d'Ouilly-le-Vicomte étant desservant de Rocques. Le sermon fut donné par K. l'Abbé Demont, aumônier des Oblates de Ste Thérèse.

## L’oratoire de Notre Dame de Grâce
Dû à l'initiative de H. l’abbé Houssaye, aumônier des Oblates de Ste Thérèse et desservant de Rocques, l'Oratoire fut construit de février à mai 1942 par H. André, artisan à St Désir de Lisieux, sur un terrain offert par les familles Donon et Flichy à 500 mètres de l'église, en direction d'Ouilly-le-Vicomte.
Il fut érigé à la gloire de N.D. de Grâce, dont la chapelle vénérée s'élève sur le plateau d'Honfleur, face à l'estuaire de la Seine, chapelle qui est bien chère à tous les Normands du Pays d'Auge.
L'oratoire de Rocques est dû à la générosité de la paroisse et de ses nombreux amis de l'extérieur. Il est la copie exacte du petit porche de l'église, avec les particularités suivantes : il a 6 ogives au lieu de 4 ; la salamandre a été ajoutée et les deux poutres cannelées qui s'avancent vers la route représentent la Foi avec la Croix et la barque de l'Église. La statue, copie de celle d'Honfleur, est l'œuvre de M. Piquot de Lisieux. C'est X. Sagot de Bayeux qui a garni les ogives de vitraux en verre antique, d'un joli effet. À leur angle droit, un écusson est peint :

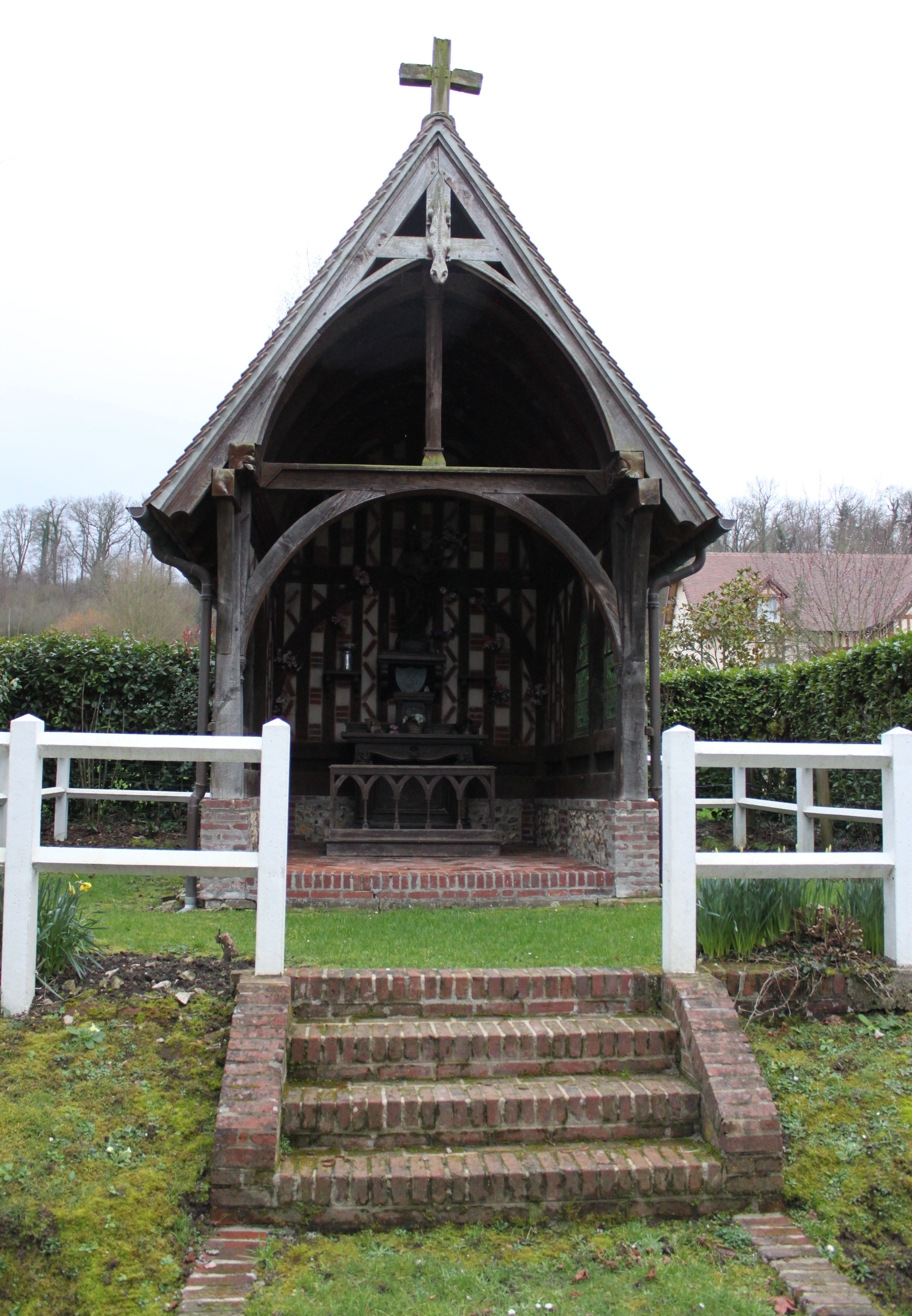
armoiries de Pie XII, de Mgr Picaud, du Carmel de Lisieux, et de St Ouen, patron de la paroisse ; les pavés viennent de l'église.
Il fut solennellement bénit par Mgr Fallaize (de), évêque titulaire de Thmuis (de), le dimanche 26 mai 1942.
L'année suivante, le 23 mai 1943, M. le chanoine Basnel, archiprêtre de Lisieux, vint bénir l'autel en chêne sculpté (à remarquer la finesse du nœud qui surmonte la coquille, au Centre de la table d'autel).
Au cours de leur promenade, les Lexoviens aiment à s'arrêter à l’oratoire de Rocques…
- L'oratoire.
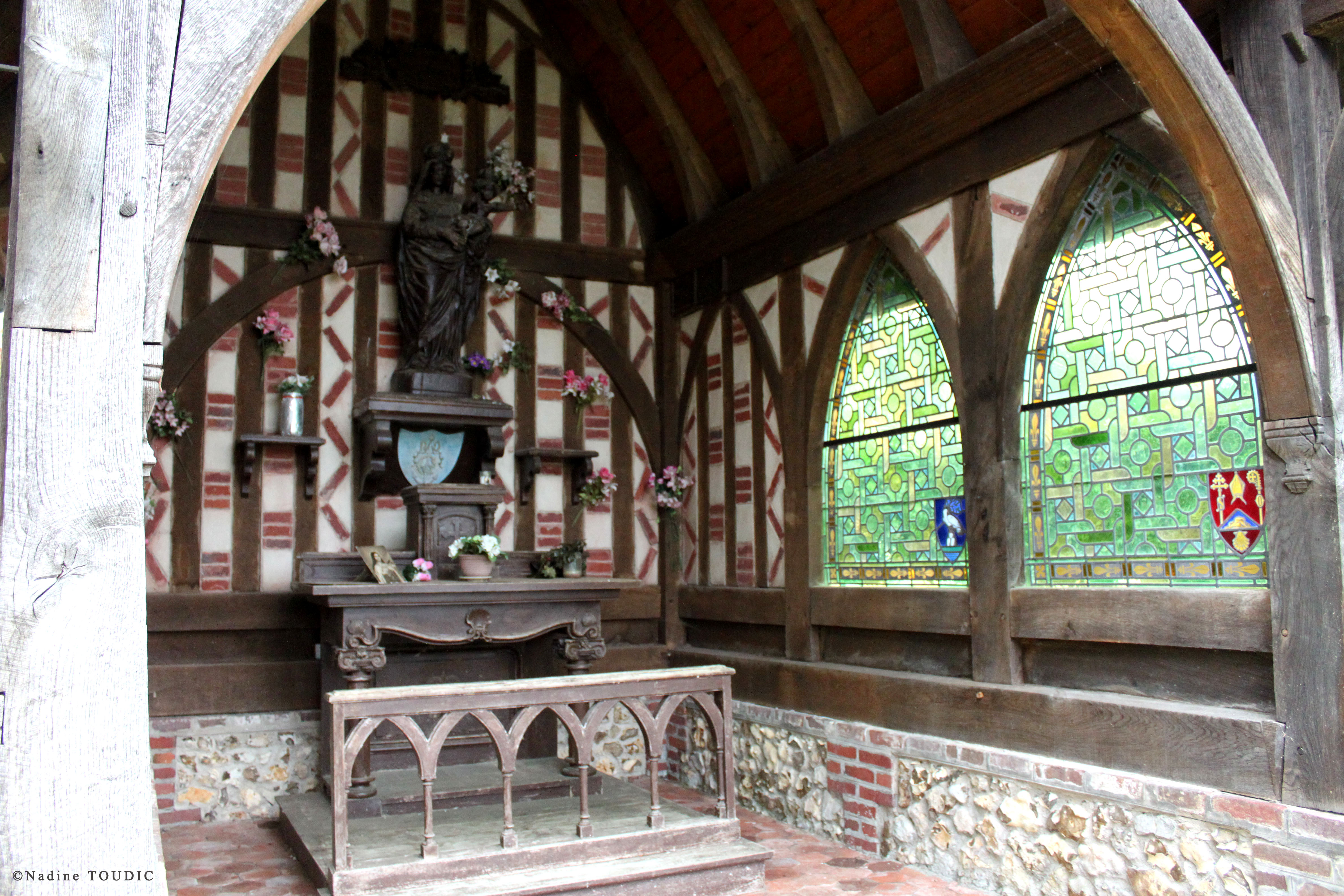
Vue intérieure.
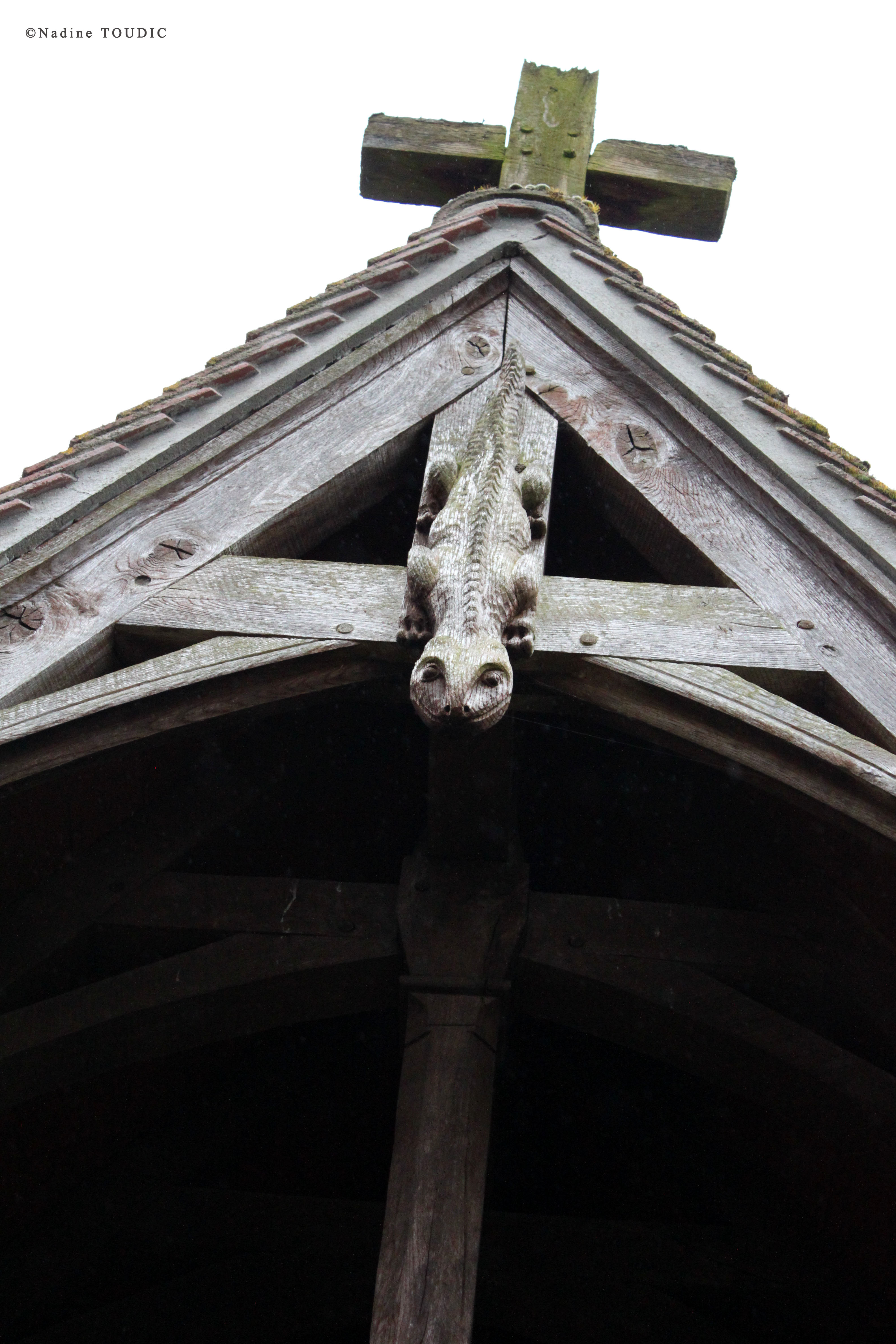
La salamandre.
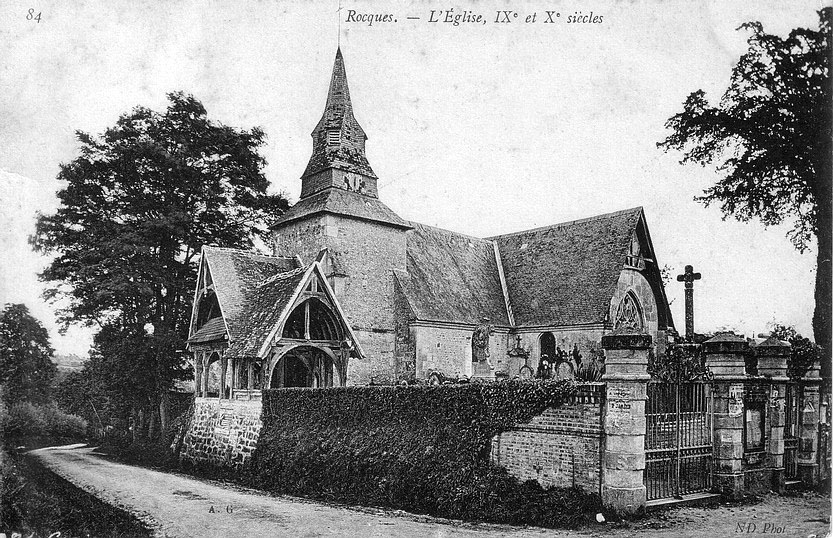
Une carte postale de l'Église de Rocques en 1906
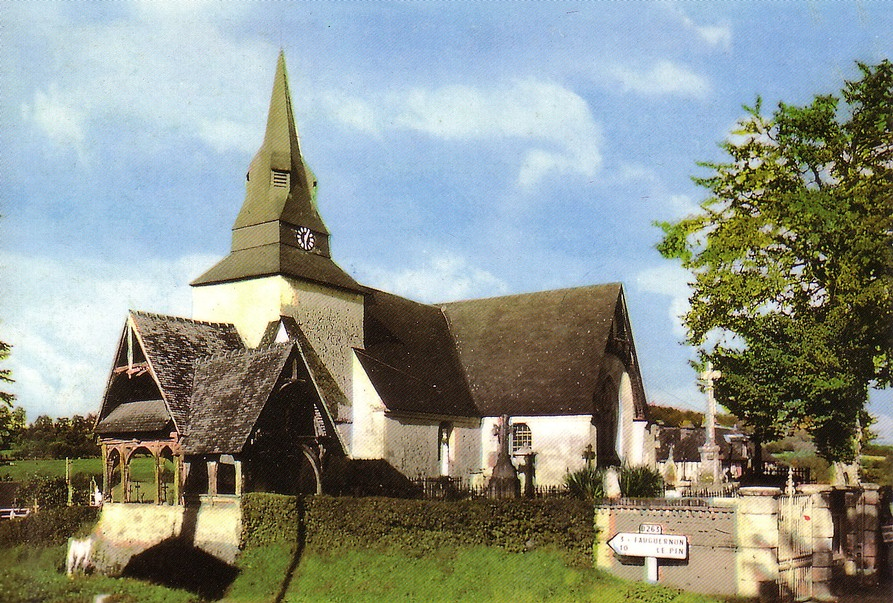
L'église Rocques dans les années 1960
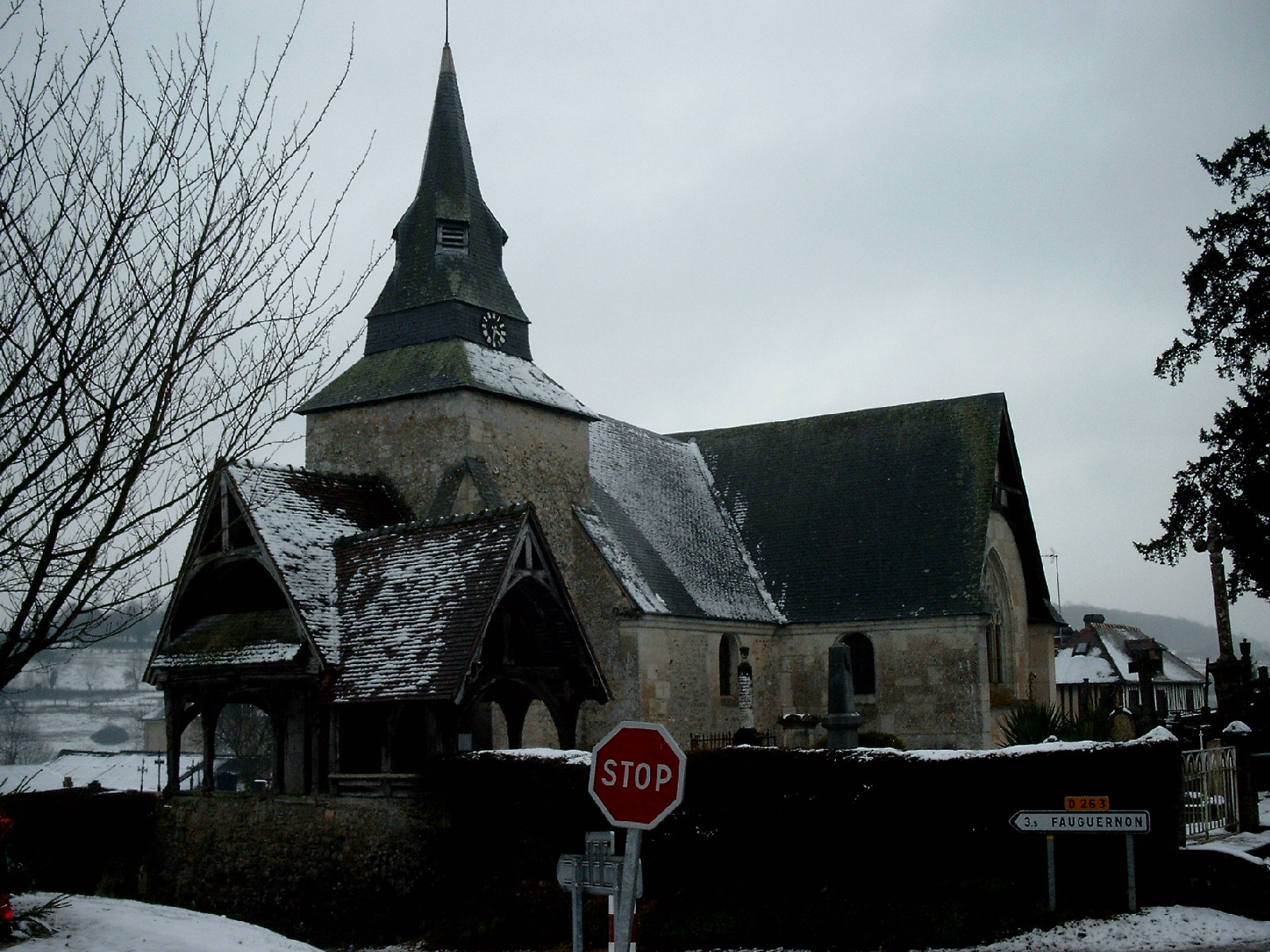
L'église sous la neige, de nos jours…
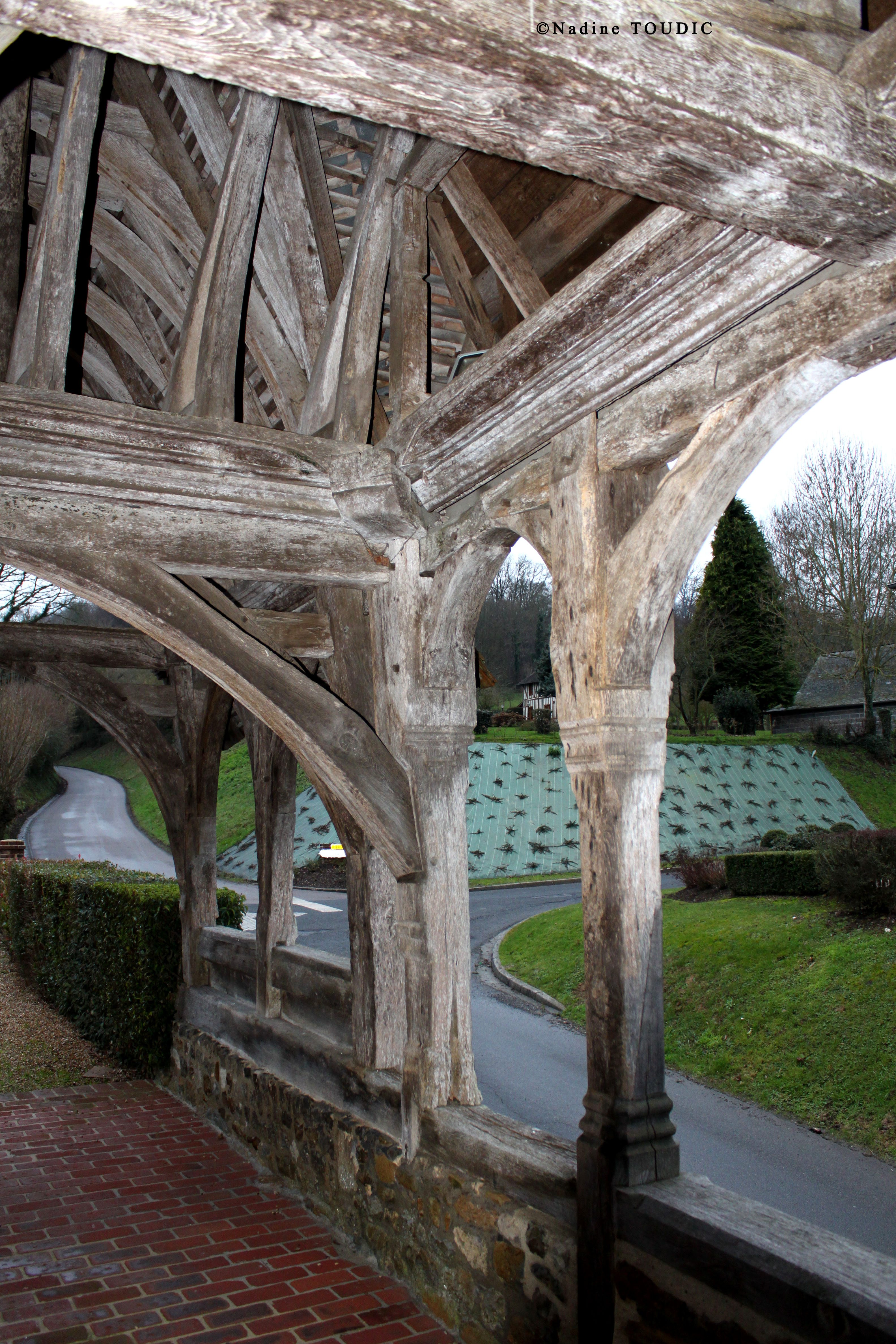
Vue intérieure du porche de l’église.